# متعددة النووانيات الضرورية
متعددة النووانيات الضرورية (الاسم العلمي: Polynucleobacter necessarius) هي نوع من البكتيريا، سلبية الغرام، تتبع جنس المتعددة النووانيات.